# Bad Blumau
Bad Blumau é um município da Áustria, situado no distrito de Hartberg-Fürstenfeld, no estado da Estíria. Tem 37,36 km² de área e sua população em 2019 foi estimada em 1.631 habitantes.